# Hai Ngoc Tran
Hai Ngoc Tran (ur. 10 stycznia 1975 w Hanoi) – norweski piłkarz pochodzenia wietnamskiego występujący na pozycji obrońcy.

## Kariera klubowa
Tran przybył do Norwegii jako uchodźca w 1982 roku, mając wówczas 7 lat. W tym samym roku rozpoczął treningi rozpoczął w zespole Kongsvinger IL. W sezonie 1992 został włączony do jego pierwszej drużyny, grającej w pierwszej lidze. W tamtym sezonie wraz z zespołem wywalczył wicemistrzostwo Norwegii. W 1997 roku został wypożyczony do austriackiego LASK Linz, prowadzonego przez byłego trenera Kongsvinger, Pera Brogelanda. W Bundeslidze zadebiutował 15 listopada 1997 w wygranym 1:0 meczu z Austrią Lustenau. Tran nie został jednak wykupiony przez LASK i w 1998 roku wrócił do Kongsvinger.
W tym samym roku przeszedł do Vålerenga Fotball, także grającej w pierwszej lidze. W sezonie 2000 spadł z nią do drugiej lidze. W kolejnym awansował z powrotem do pierwszej, jednak wówczas wrócił do Kongsvinger, grającego już w trzeciej lidze. W tym samym roku zakończył karierę.

## Kariera reprezentacyjna
W reprezentacji Norwegii Tran wystąpił jeden raz, 22 stycznia 1999 w zremisowanym 3:3 towarzyskim meczu z Estonią.